# Маленська Вас
Маленська Вас (словен. Malenska vas) — поселення в общині Мирна Печ, регіон Південно-Східна Словенія, Словенія.